# Juarez Sousa da Silva
Juarez Sousa da Silva (Barras, 30 giugno 1961) è un arcivescovo cattolico brasiliano, dal 4 gennaio 2023 arcivescovo metropolita di Teresina.

## Biografia
È nato a Barras, nella microregione di Baixo Parnaíba Piauiense e diocesi di Campo Maior, il 30 giugno 1961. Primogenito dei sette figli di Anisio e Maria José Sousa da Silva, ha frequentato le scuole elementari nella sua città natale.

### Formazione e ministero presbiterale
Dopo aver studiato presso il seminario di Jacarezinho, ha frequentato gli studi filosofici e teologici presso il seminario maggiore interdiocesano Sagrado Coração de Jesus di Teresina, fino al 1994, e, successivamente, ha ottenuto la licenza in storia della chiesa presso la Pontificia Università Gregoriana in Roma nel 2001.
Ordinato diacono il 10 luglio 1993 presso la cattedrale di Campo Maior, il 19 marzo 1994 è stato ordinato presbitero, a Barras, incardinandosi nella diocesi di Campo Maior.
Durante il suo ministero sacerdotale ha svolto i seguenti incarichi:
- amministratore parrocchiale presso la parrocchia São José in Altos (1994 - 1996);
- vicerettore ed economo del seminario maggiore interdiocesano Sagrado Coração de Jesus di Teresina (1996 - 1998);
- docente di storia della chiesa e patristica presso l'Instituto Católico de Estudos Superiores do Piauí (1998 - 2007);
- direttore dell'Instituto Católico de Estudos Superiores do Piauí (2002 - 2008).

### Ministero episcopale
Il 27 febbraio 2008 papa Benedetto XVI lo ha nominato vescovo di Oeiras; riceve l'ordinazione episcopale il 17 maggio successivo, nel piazzale antistante la cattedrale di Oeiras, dall'arcivescovo Lorenzo Baldisseri, nunzio apostolico in Brasile, co-consacranti Eduarzo Zielski, vescovo di Campo Maior, ed Augusto Alves da Rocha, vescovo di Floriano. Nella stessa celebrazione ha preso possesso della diocesi. Nel settembre 2009 si è recato in Vaticano per la visita ad limina con gli altri vescovi della Conferenza episcopale brasiliana.
Il 25 settembre 2015 è stato inoltre nominato amministratore apostolico di São Raimundo Nonato, ufficio che ha mantenuto fino al 2 aprile 2016, quando ha fatto il suo ingresso in diocesi il nuovo vescovo Eduardo Zielski.
Il 6 gennaio 2016 papa Francesco lo ha nominato vescovo coadiutore di Parnaíba, dove è succeduto al dimissionario Alfredo Schäffler il 24 agosto successivo. Il 4 gennaio 2023 è stato trasferito alla sede metropolitana di Teresina. Il 25 febbraio successivo ha preso possesso dell'arcidiocesi, mentre il 29 giugno ha ricevuto il pallio dal Santo Padre durante la cerimonia svoltasi in piazza san Pietro a Roma.
All'interno della Conferenza episcopale brasiliana, è membro del consiglio permanente e presidente della conferenza regionale Nordeste 4. In precedenza è stato membro della commissione episcopale per i ministeri ordinati e la vita consacrata dal 2016 al 2019.
Oltre al portoghese, parla lo spagnolo e l'italiano.

## Genealogia episcopale
La genealogia episcopale è:
- Cardinale Scipione Rebiba
- Cardinale Giulio Antonio Santori
- Cardinale Girolamo Bernerio
- Arcivescovo Galeazzo Sanvitale
- Cardinale Ludovico Ludovisi
- Cardinale Luigi Caetani
- Cardinale Ulderico Carpegna
- Cardinale Paluzzo Paluzzi Altieri degli Albertoni
- Papa Benedetto XIII
- Papa Benedetto XIV
- Papa Clemente XIII
- Cardinale Marcantonio Colonna
- Cardinale Giacinto Sigismondo Gerdil
- Cardinale Giulio Maria della Somaglia
- Cardinale Carlo Odescalchi
- Vescovo Eugène de Mazenod
- Cardinale Joseph Hippolyte Guibert
- Cardinale François-Marie-Benjamin Richard
- Cardinale Pietro Gasparri
- Cardinale Clemente Micara
- Cardinale Antonio Samorè
- Cardinale Angelo Sodano
- Cardinale Lorenzo Baldisseri
- Arcivescovo Juarez Sousa da Silva